# Alasdair McKenzie
Pour les articles homonymes, voir McKenzie.
Alasdair McKenzie est un alpiniste franco-britannique né le 20 juin 2004 à Lorient. Il a grandi dans les Alpes françaises.
À seulement vingt ans, il a gravi les quatorze sommets de plus de 8 000 mètres d'altitude,,,,.

## Biographie
Né à Lorient, en Bretagne, franco-britannique, Alasdair McKenzie déménage à Chamonix à l'âge de neuf ans, puis à Tignes,. Il pratique le ski alpin en compétition, notamment le super-G et la descente, jusqu'à l'âge de seize ans. C'est pendant l'ascension du mont Blanc, qu'il entreprend avant l'âge de dix-sept ans, qu'Alasdair McKenzie décide de se consacrer pleinement à l'alpinisme. Il est le plus jeune alpiniste à gravir le Lhotse, en 2022.
Il gravit le quatorzième et dernier sommet le 9 octobre 2024, il s'agit du Shishapangma, haut de 8 027 mètres. Il est alors le deuxième Français à réaliser cet exploit, la première personne étant Sophie Lavaud en 2023.